# ورزشگاه دن
ورزشگاه دن (انگلیسی: The Den) یک ورزشگاه فوتبال در نیو کراس در جنوب شرقی لندن و خانه باشگاه فوتبال میلوال است. ورزشگاه دن در مجاورت راه‌آهن لندن جنوبی است که از پل لندن سرچشمه می‌گیرد و یک چهارم مایل از ورزشگاه دن قدیم که در سال ۱۹۹۳ جایگزین آن شد فاصله دارد.
این ورزشگاه در یک محوطهٔ پیشین مسکونی ساخته‌شد. ورزشگاه دن دارای ظرفیت ۲۰،۱۴۶ نفر است، هرچند که این ظرفیت به دلیل جداسازی هواداران تیم میهمان و اقدامات ایمنی به حدود ۱۸،۱۰۰ نفر محدود شده‌است. بیشترین حضور تماشاگران در مسابقه در فصل ۱۹–۲۰۱۸ ۱۷٬۱۹۵ بوده‌است.
دِن ششمین ورزشگاهی است که میلوال از زمان شکل‌گیری در منطقه میلوال در آیل آو داگز در سال ۱۸۸۵ در آن مستقر شده‌است.

## تاریخچه
دن جدید، همان‌طور که در ابتدا برای متمایز کردن آن از جد خود (ورزشگاه دن قدیم) شناخته می‌شد، اولین استادیوم جدید تمام صندلی در انگلستان بود که پس از گزارش تیلور در مورد فاجعه هیلزبورو در سال ۱۹۸۹ تکمیل شد. ورزشگاه دن با درنظر گرفتن مدیریت مؤثر جمعیت (به ویژه با توجه به مشکلات جمعیتی میلوال در ورزشگاه دن قدیم) طراحی شده‌است، با مسیرهای فرار کوتاه و مستقیم. پس از اینکه رگ بور، رئیس هیئت مدیره تصمیم گرفت که توسعه مجدد دن قدیم به عنوان یک استادیوم تمام سرنشین امکان پذیر نیست، در سال ۱۹۹۰ اعلام کرد که باشگاه به استادیوم جدیدی در منطقه سنگال فیلدز در جنوب برموندزی منتقل خواهد شد. در ابتدا برنامه‌ریزی شده‌بود که ظرفیت بین ۲۵،۰۰۰ تا ۳۰،۰۰۰ صندلی باشد، با این حال، باشگاه تصمیم گرفت تا ظرفیت در حدود بیش از ۲۰،۰۰۰ نفر حفظ شود.

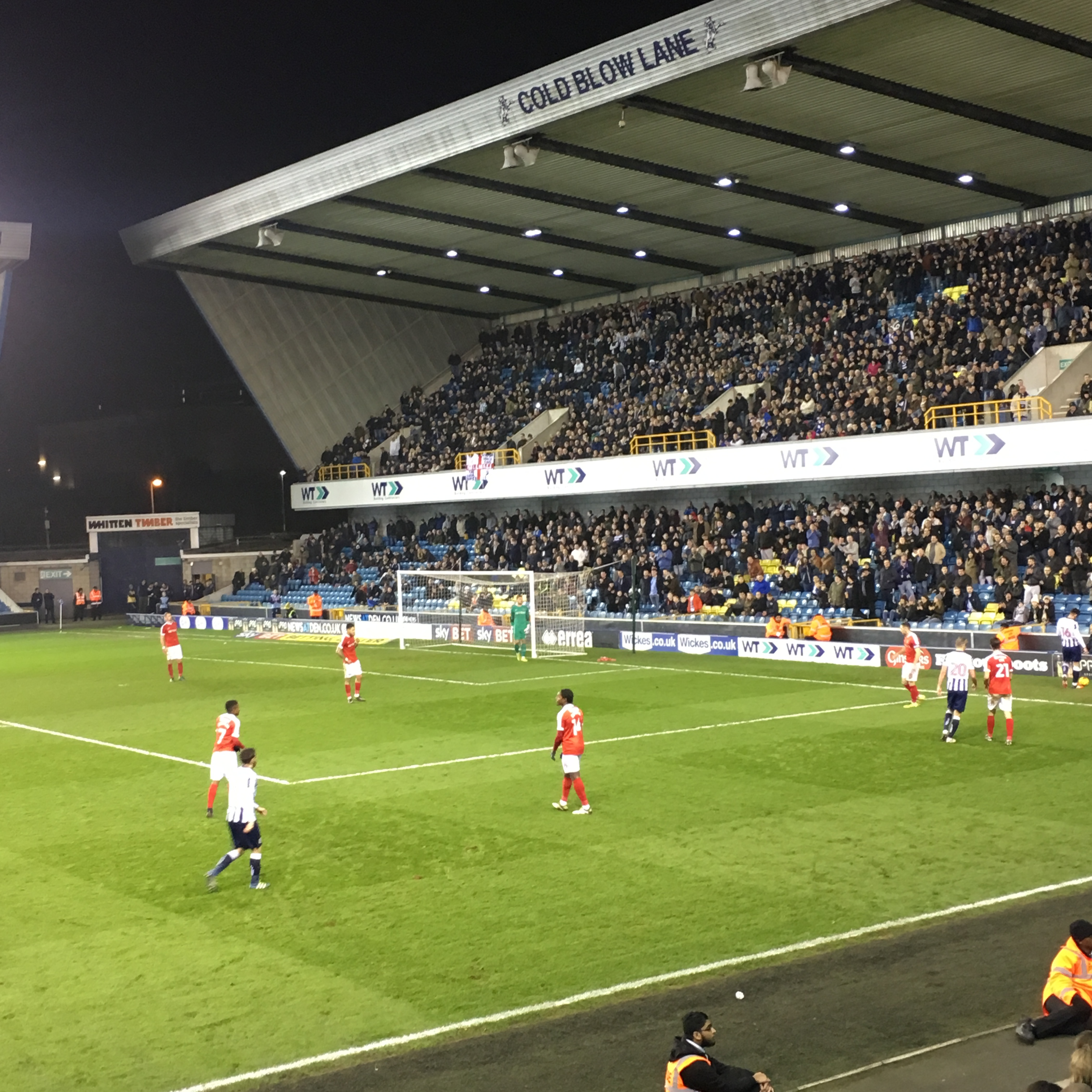
رقبای جنوب لندن میلوال و چارلتون اتلتیک درحال بازی در دسامبر ۲۰۱۶

میلوال پس از ۸۳ سال آخرین بازی خود را در ورزشگاه دن قدیم در ۸ مه ۱۹۹۳ انجام داد و سپس به استادیوم جدید در فاصله یک چهارم مایلی نقل مکان کرد. دِن جدید ۱۶ میلیون پوندی توسط جان اسمیت، رهبر حزب کارگر و اپوزیسیون در آن زمان، در ۴ اوت ۱۹۹۳ قبل از یک بازی رسمی دوستانه مقابل اسپورتینگ پرتغال، که اسپورتینگ ۲–۱ برنده‌شد، افتتاح شد. ورزشگاه دن اولین استادیوم جدیدی بود که از سال ۱۹۳۷ برای یک تیم فوتبال حرفه‌ای در لندن ساخته‌شد.
میلوال از زمان نقل مکان به ورزشگاه دن اتفاق های متفاوتی را تجربه کرده‌است. اولین فصل حضور آن‌ها در استادیوم (۱۹۹۳–۱۹۹۴) منتهی شد به سوم شدن آن‌ها در لیگ دسته اول – بالاترین رتبه آن‌ها از زمان سقوط از لیگ برتر چهار سال قبل. با این حال، رویاهای آن‌ها در لیگ برتر با شکست در پلی‌آف پایان یافت و در سال ۱۹۹۶ به دسته دو سقوط کردند و تا سال ۲۰۰۱ نتوانستند از آن سطح صعود کنند. آن‌ها دوباره در سال ۲۰۰۲ به لیگ برتر نزدیک شدند و چهارم شدند، اما یک بار دیگر در پلی‌آف شکست خوردند. شیرها برای اولین بار در سال ۲۰۰۴ به فینال جام حذفی رسیدند و با وجود شکست ۳–۰ از منچستریونایتد ، برای اولین بار در تاریخ خود به مسابقات اروپایی راه یافتند. میلوال از آن زمان تاکنون دو بار سقوط کرده‌است. در سال‌های ۲۰۰۶ و ۲۰۱۵، اما در سال‌های ۲۰۱۰ و ۲۰۱۷ نیز موفق به صعود شد. با این حال، این استادیوم هنوز میزبان فوتبال لیگ برتر نیست – میلوال از سال ۱۹۸۸ به مدت دو فصل در لیگ دسته اول قدیمی بازی کرده‌بود که چند سال آخر حضور در استادیوم قبلی خود بود.
در سپتامبر ۲۰۱۶، شورای لویشم دستور خرید اجباری زمین اطراف ورزشگاه دن را که توسط میلوال اجاره شده‌بود، به عنوان بخشی از توسعه مجدد بزرگ منطقه "برموندزی جدید" تصویب کرد.
در اکتبر ۲۰۱۹ شورای لویشم قرارداد فروش مشروط زمین با طرح تجدید را فسخ کرد و آینده ورزشگاه را تضمین کرد. این به میلوال اجازه‌داد تا برنامه‌های توسعه‌ای خود را آماده کند، و در فوریه ۲۰۲۰، میلوال برنامه‌هایی را برای توسعه مرحله‌ای اعلام کرد و طبقات بالایی را پشت صندلی‌های موجود اضافه کرد تا به تدریج دن را به ۳۴۰۰۰ صندلی افزایش دهد.
در ژوئن ۲۰۲۱، طرح تجدید، طرح‌های جدیدی را برای توسعه مسکن خود توسط ورزشگاه دن ارائه کرد، با ۳۵۰۰ خانه جدید در برج هایی تا ۴۴ طبقه در یک دوره ۱۵ ساله. فاز اول، در پشت کانال سوری رود، شاهد ۶۰۰ آپارتمان جدید در سه بلوک ۳۱ طبقه خواهد بود که ۳۵ درصد آن‌ها نیاز "مقرون به صرفه" را برآورده می‌کند. ایستگاه راه آهن نیو برموندزی برای خدمات‌رسانی به این منطقه برنامه‌ریزی شده‌است.

## جایگاه تماشاچی‌ها
در ۲۰ ژانویه ۲۰۱۱ جایگاه شرقی ورزشگاه دن به عنوان Dockers Stand تغییر نام داد تا به تاریخ قبلی میلوال و پایگاه حامیان تیمز ادای احترام کند. جایگاه جنوبی به عنوان جایگاه Cold Blow Lane شناخته می‌شود که نام جاده‌ای بود که به دن قدیمی منتهی می‌شد. جایگاه شمالی برای هواداران تیم میهمان است و جایگاه غربی به جایگاه Barry Kitchener تغییر نام داد که به افتخار با سابقه‌ترین بازیکن میلوال نامگذاری شد که میزبان خانواده میلوال، تیم مطبوعاتی و صندلی‌های مدیریتی است.